# Svetovni pokal v alpskem smučanju 2021
Svetovni pokal v alpskem smučanju 2020/21 je 55. sezona svetovnega pokala v alpskem smučanju. Začela se je 17. oktobra 2020 v Söldnu, končala pa 21. marca 2021 na finalu sezone v Lenzerheideju. Veliki kristalni globus za zmago v skupnem seštevku svetovnega pokala sta osvojila Alexis Pinturault med moškimi in Petra Vlhová med ženskami.

## Moški

### Koledar tekem
| Št.sk.                                                      | Št.sz.               | Datum                               | Prizorišče                                                    | Št.                                                           | Zmagovalec                                                                              | Drugi                                                                                   | Tretji                                                                                  | Vir                                                                                     |
| ----------------------------------------------------------- | -------------------- | ----------------------------------- | ------------------------------------------------------------- | ------------------------------------------------------------- | --------------------------------------------------------------------------------------- | --------------------------------------------------------------------------------------- | --------------------------------------------------------------------------------------- | --------------------------------------------------------------------------------------- |
| 1783                                                        | 1                    | 18. oktober 2020                    | Sölden                                                        | VS 420                                                        | Lucas Braathen                                                                          | Marco Odermatt                                                                          | Gino Caviezel                                                                           | [ 1 ]                                                                                   |
| 1784                                                        | 2                    | 27. november 2020                   | Lech/Zürs                                                     | PVS 007                                                       | Alexis Pinturault                                                                       | Henrik Kristoffersen                                                                    | Alexander Schmid                                                                        | [ 2 ]                                                                                   |
|                                                             |                      | 5. december 2020                    | Val-d'Isère                                                   | VS cnx                                                        | odpovedano zaradi pomanjkanja snega; prestavljeno v Santa Caterino                      | odpovedano zaradi pomanjkanja snega; prestavljeno v Santa Caterino                      | odpovedano zaradi pomanjkanja snega; prestavljeno v Santa Caterino                      | odpovedano zaradi pomanjkanja snega; prestavljeno v Santa Caterino                      |
| 6. december 2020                                            | VS cnx               |                                     | Val-d'Isère                                                   |                                                               | odpovedano zaradi pomanjkanja snega; prestavljeno v Santa Caterino                      | odpovedano zaradi pomanjkanja snega; prestavljeno v Santa Caterino                      | odpovedano zaradi pomanjkanja snega; prestavljeno v Santa Caterino                      | odpovedano zaradi pomanjkanja snega; prestavljeno v Santa Caterino                      |
| 1785                                                        | 3                    | 5. december 2020                    | Santa Caterina                                                | VS 421                                                        | Filip Zubčić                                                                            | Žan Kranjec                                                                             | Marco Odermatt                                                                          | [ 3 ]                                                                                   |
| 1786                                                        | 4                    | 7. december 2020                    | Santa Caterina                                                | VS 422                                                        | Marco Odermatt                                                                          | Tommy Ford                                                                              | Filip Zubčić                                                                            | [ 4 ]                                                                                   |
| 1787                                                        | 5                    | 12. december 2020                   | Val-d'Isère                                                   | SVS 218                                                       | Mauro Caviezel                                                                          | Adrian Smiseth Sejersted                                                                | Christian Walder                                                                        | [ 5 ]                                                                                   |
| 1788                                                        | 6                    | 13. december 2020                   | Val-d'Isère                                                   | SM 497                                                        | Martin Čater                                                                            | Otmar Striedinger                                                                       | Urs Kryenbühl                                                                           | [ 6 ]                                                                                   |
| 1789                                                        | 7                    | 18. december 2020                   | Val Gardena/Gröden                                            | SVS 219                                                       | Aleksander Aamodt Kilde                                                                 | Mauro Caviezel                                                                          | Kjetil Jansrud                                                                          | [ 7 ]                                                                                   |
| 1790                                                        | 8                    | 19. december 2020                   | Val Gardena/Gröden                                            | SM 498                                                        | Aleksander Aamodt Kilde                                                                 | Ryan Cochran-Siegle                                                                     | Beat Feuz                                                                               | [ 8 ]                                                                                   |
| 1791                                                        | 9                    | 20. december 2020                   | Alta Badia                                                    | VS 423                                                        | Alexis Pinturault                                                                       | Atle Lie McGrath                                                                        | Justin Murisier                                                                         | [ 9 ]                                                                                   |
| 1792                                                        | 10                   | 21. december 2020                   | Alta Badia                                                    | SL 498                                                        | Ramon Zenhäusern                                                                        | Manuel Feller                                                                           | Marco Schwarz                                                                           | [ 10 ]                                                                                  |
| 1793                                                        | 11                   | 22. december 2020                   | Madonna di Campiglio                                          | SL 499                                                        | Henrik Kristoffersen                                                                    | Sebastian Foss-Solevåg                                                                  | Alex Vinatzer                                                                           | [ 11 ]                                                                                  |
| 1794                                                        | 12                   | 29. december 2020                   | Bormio                                                        | SVS 220                                                       | Ryan Cochran-Siegle                                                                     | Vincent Kriechmayr                                                                      | Adrian Smiseth Sejersted                                                                | [ 12 ]                                                                                  |
| 1795                                                        | 13                   | 30. december 2020                   | Bormio                                                        | SM 499                                                        | Matthias Mayer                                                                          | Vincent Kriechmayr                                                                      | Urs Kryenbühl                                                                           | [ 13 ]                                                                                  |
| 1796                                                        | 14                   | 6. januar 2021                      | Zagreb                                                        | SL 500                                                        | Linus Straßer                                                                           | Manuel Feller                                                                           | Marco Schwarz                                                                           | [ 14 ]                                                                                  |
| 1797                                                        | 15                   | 8. januar 2021                      | Adelboden                                                     | VS 424                                                        | Alexis Pinturault                                                                       | Filip Zubčić                                                                            | Marco Odermatt                                                                          | [ 15 ]                                                                                  |
| 1798                                                        | 16                   | 9. januar 2021                      | Adelboden                                                     | VS 425                                                        | Alexis Pinturault                                                                       | Filip Zubčić                                                                            | Loïc Meillard                                                                           | [ 16 ]                                                                                  |
| 1799                                                        | 17                   | 10. januar 2021                     | Adelboden                                                     | SL 501                                                        | Marco Schwarz                                                                           | Linus Straßer                                                                           | Dave Ryding                                                                             | [ 17 ]                                                                                  |
|                                                             |                      | 15. januar 2021                     | Wengen                                                        | SM cnx                                                        | odpovedano zaradi Pandemije covida-19; prestavljeno v Kitzbühel in Saalbach-Hinterglemm | odpovedano zaradi Pandemije covida-19; prestavljeno v Kitzbühel in Saalbach-Hinterglemm | odpovedano zaradi Pandemije covida-19; prestavljeno v Kitzbühel in Saalbach-Hinterglemm | odpovedano zaradi Pandemije covida-19; prestavljeno v Kitzbühel in Saalbach-Hinterglemm |
| 16. januar 2021                                             | SM cnx               |                                     | Wengen                                                        |                                                               | odpovedano zaradi Pandemije covida-19; prestavljeno v Kitzbühel in Saalbach-Hinterglemm | odpovedano zaradi Pandemije covida-19; prestavljeno v Kitzbühel in Saalbach-Hinterglemm | odpovedano zaradi Pandemije covida-19; prestavljeno v Kitzbühel in Saalbach-Hinterglemm | odpovedano zaradi Pandemije covida-19; prestavljeno v Kitzbühel in Saalbach-Hinterglemm |
| 17. januar 2021                                             | SL cnx               |                                     | Wengen                                                        |                                                               | odpovedano zaradi Pandemije covida-19; prestavljeno v Kitzbühel in Saalbach-Hinterglemm | odpovedano zaradi Pandemije covida-19; prestavljeno v Kitzbühel in Saalbach-Hinterglemm | odpovedano zaradi Pandemije covida-19; prestavljeno v Kitzbühel in Saalbach-Hinterglemm | odpovedano zaradi Pandemije covida-19; prestavljeno v Kitzbühel in Saalbach-Hinterglemm |
| 16. januar 2021                                             | Kitzbühel            | SL cnx                              | odpovedano zaradi Pandemije covida-19; prestavljeno v Flachau | odpovedano zaradi Pandemije covida-19; prestavljeno v Flachau | odpovedano zaradi Pandemije covida-19; prestavljeno v Flachau                           | odpovedano zaradi Pandemije covida-19; prestavljeno v Flachau                           |                                                                                         |                                                                                         |
| 17. januar 2021                                             | Kitzbühel            | SL cnx                              | odpovedano zaradi Pandemije covida-19; prestavljeno v Flachau | odpovedano zaradi Pandemije covida-19; prestavljeno v Flachau | odpovedano zaradi Pandemije covida-19; prestavljeno v Flachau                           | odpovedano zaradi Pandemije covida-19; prestavljeno v Flachau                           |                                                                                         |                                                                                         |
| 1800                                                        | 18                   | 16. januar 2021                     | Flachau                                                       | SL 502                                                        | Manuel Feller                                                                           | Clément Noël                                                                            | Marco Schwarz                                                                           | [ 18 ]                                                                                  |
| 1801                                                        | 19                   | 17. januar 2021                     | Flachau                                                       | SL 503                                                        | Sebastian Foss-Solevåg                                                                  | Marco Schwarz                                                                           | Alexis Pinturault                                                                       | [ 19 ]                                                                                  |
| 1802                                                        | 20                   | 22. januar 2021                     | Kitzbühel                                                     | SM 500                                                        | Beat Feuz                                                                               | Matthias Mayer                                                                          | Dominik Paris                                                                           | [ 20 ]                                                                                  |
| 1803                                                        | 21                   | 24. januar 2021                     | Kitzbühel                                                     | SM 501                                                        | Beat Feuz                                                                               | Johan Clarey                                                                            | Matthias Mayer                                                                          | [ 21 ]                                                                                  |
| 1804                                                        | 22                   | 25. januar 2021                     | Kitzbühel                                                     | SVS 221                                                       | Vincent Kriechmayr                                                                      | Marco Odermatt                                                                          | Matthias Mayer                                                                          | [ 22 ]                                                                                  |
| 1805                                                        | 23                   | 26. januar 2021                     | Schladming                                                    | SL 504                                                        | Marco Schwarz                                                                           | Clément Noël                                                                            | Alexis Pinturault                                                                       | [ 23 ]                                                                                  |
| 1806                                                        | 24                   | 30. januar 2021                     | Chamonix                                                      | SL 505                                                        | Clément Noël                                                                            | Ramon Zenhäusern                                                                        | Marco Schwarz                                                                           | [ 24 ]                                                                                  |
| 1807                                                        | 25                   | 31. januar 2021                     | Chamonix                                                      | SL 506                                                        | Henrik Kristoffersen                                                                    | Ramon Zenhäusern                                                                        | Sandro Simonet                                                                          | [ 25 ]                                                                                  |
| 1808                                                        | 26                   | 5. februar 2021                     | Garmisch-Partenkirchen                                        | SM 502                                                        | Dominik Paris                                                                           | Beat Feuz                                                                               | Matthias Mayer                                                                          | [ 26 ]                                                                                  |
| 1809                                                        | 27                   | 6. februar 2021                     | Garmisch-Partenkirchen                                        | SVS 222                                                       | Vincent Kriechmayr                                                                      | Matthias Mayer                                                                          | Marco Odermatt                                                                          | [ 27 ]                                                                                  |
| Svetovno prvenstvo v alpskem smučanju 2021 (8.–21. februar) |                      |                                     |                                                               |                                                               |                                                                                         |                                                                                         |                                                                                         |                                                                                         |
| 1810                                                        | 28                   | 27. februar 2021                    | Bansko                                                        | VS 426                                                        | Filip Zubčić                                                                            | Mathieu Faivre                                                                          | Stefan Brennsteiner                                                                     | [ 28 ]                                                                                  |
| 1811                                                        | 29                   | 28. februar 2021                    | Bansko                                                        | VS 427                                                        | Mathieu Faivre                                                                          | Marco Odermatt                                                                          | Alexis Pinturault                                                                       | [ 29 ]                                                                                  |
|                                                             |                      | 6. marec 2021                       | Kvitfjell                                                     | SM cnx                                                        | odpovedano zaradi Pandemije covida-19; prestavljeno v Saalbach-Hinterglemm              | odpovedano zaradi Pandemije covida-19; prestavljeno v Saalbach-Hinterglemm              | odpovedano zaradi Pandemije covida-19; prestavljeno v Saalbach-Hinterglemm              | odpovedano zaradi Pandemije covida-19; prestavljeno v Saalbach-Hinterglemm              |
| 7. marec 2021                                               | SVS cnx              |                                     | Kvitfjell                                                     |                                                               | odpovedano zaradi Pandemije covida-19; prestavljeno v Saalbach-Hinterglemm              | odpovedano zaradi Pandemije covida-19; prestavljeno v Saalbach-Hinterglemm              | odpovedano zaradi Pandemije covida-19; prestavljeno v Saalbach-Hinterglemm              | odpovedano zaradi Pandemije covida-19; prestavljeno v Saalbach-Hinterglemm              |
| 5. marec 2021                                               | Saalbach-Hinterglemm | SM cnx                              | odpovedano zaradi megle                                       | odpovedano zaradi megle                                       | odpovedano zaradi megle                                                                 | odpovedano zaradi megle                                                                 |                                                                                         |                                                                                         |
| 1812                                                        | Saalbach-Hinterglemm | 30                                  | 6. marec 2021                                                 | SM 503                                                        | Vincent Kriechmayr                                                                      | Beat Feuz                                                                               | Matthias Mayer                                                                          | [ 30 ]                                                                                  |
| 1813                                                        | Saalbach-Hinterglemm | 31                                  | 7. marec 2021                                                 | SVS 223                                                       | Marco Odermatt                                                                          | Matthieu Bailet                                                                         | Vincent Kriechmayr                                                                      | [ 31 ]                                                                                  |
| 1814                                                        | 32                   | 13. marec 2021                      | Kranjska Gora                                                 | VS 428                                                        | Marco Odermatt                                                                          | Loïc Meillard                                                                           | Stefan Brennsteiner                                                                     | [ 32 ]                                                                                  |
| 1815                                                        | 33                   | 14. marec 2021                      | Kranjska Gora                                                 | SL 507                                                        | Clément Noël                                                                            | Victor Muffat-Jeandet                                                                   | Ramon Zenhäusern                                                                        | [ 33 ]                                                                                  |
|                                                             |                      | 17. marec 2021                      | Lenzerheide                                                   | SM cnx                                                        | odpovedano zaradi močnega sneženja                                                      | odpovedano zaradi močnega sneženja                                                      | odpovedano zaradi močnega sneženja                                                      | odpovedano zaradi močnega sneženja                                                      |
| 18. marec 2021                                              | SVS cnx              | odpovedano zaradi megle in sneženja | odpovedano zaradi megle in sneženja                           | odpovedano zaradi megle in sneženja                           | odpovedano zaradi megle in sneženja                                                     |                                                                                         |                                                                                         |                                                                                         |
| 1816                                                        | 34                   | 20. marec 2021                      | Lenzerheide                                                   | VS 429                                                        | Alexis Pinturault                                                                       | Filip Zubčić                                                                            | Mathieu Faivre                                                                          | [ 34 ]                                                                                  |
| 1817                                                        | 35                   | 21. marec 2021                      | Lenzerheide                                                   | SL 508                                                        | Manuel Feller                                                                           | Clément Noël                                                                            | Alexis Pinturault                                                                       | [ 35 ]                                                                                  |

### Razvrstitve
| Uvr. | po 35 tekmah      | Točke |
| ---- | ----------------- | ----- |
|      | Alexis Pinturault | 1260  |
| 2    | Marco Odermatt    | 1093  |
| 3    | Marco Schwarz     | 814   |
| 4    | Loïc Meillard     | 805   |
| 5    | Filip Zubčić      | 764   |

| Uvr. | po 7 tekmah        | Točke |
| ---- | ------------------ | ----- |
|      | Beat Feuz          | 486   |
| 2    | Matthias Mayer     | 418   |
| 3    | Dominik Paris      | 338   |
| 4    | Johan Clarey       | 272   |
| 5    | Vincent Kriechmayr | 267   |

| Uvr. | po 6 tekmah             | Točke |
| ---- | ----------------------- | ----- |
|      | Vincent Kriechmayr      | 401   |
| 2    | Marco Odermatt          | 318   |
| 3    | Matthias Mayer          | 276   |
| 4    | Mauro Caviezel          | 225   |
| 5    | Aleksander Aamodt Kilde | 172   |

| Uvr. | po 10 tekmah      | Točke |
| ---- | ----------------- | ----- |
|      | Alexis Pinturault | 700   |
| 2    | Marco Odermatt    | 649   |
| 3    | Filip Zubčić      | 606   |
| 4    | Loïc Meillard     | 393   |
| 5    | Mathieu Faivre    | 378   |

| Uvr. | po 11 tekmah           | Točke |
| ---- | ---------------------- | ----- |
|      | Marco Schwarz          | 665   |
| 2    | Clément Noël           | 553   |
| 3    | Ramon Zenhäusern       | 503   |
| 4    | Manuel Feller          | 488   |
| 5    | Sebastian Foss-Solevåg | 431   |

| Uvr. | po 1 tekmi           | Točke |
| ---- | -------------------- | ----- |
|      | Alexis Pinturault    | 100   |
| 2    | Henrik Kristoffersen | 80    |
| 3    | Alexander Schmid     | 60    |
| 4    | Adrian Pertl         | 50    |
| 5    | Semyel Bissig        | 45    |

## Ženske

### Koledar tekem
| Št.sk.                                                      | Št.sz.  | Datum                               | Prizorišče                          | Št.                                 | Zmagovalka                                                                        | Druga                                                                             | Tretja                                                                            | Vir                                                                               |
| ----------------------------------------------------------- | ------- | ----------------------------------- | ----------------------------------- | ----------------------------------- | --------------------------------------------------------------------------------- | --------------------------------------------------------------------------------- | --------------------------------------------------------------------------------- | --------------------------------------------------------------------------------- |
| 1667                                                        | 1       | 17. oktober 2020                    | Sölden                              | VS 419                              | Marta Bassino                                                                     | Federica Brignone                                                                 | Petra Vlhová                                                                      | [ 42 ]                                                                            |
| 1668                                                        | 2       | 21. november 2020                   | Levi                                | SL 470                              | Petra Vlhová                                                                      | Mikaela Shiffrin                                                                  | Katharina Liensberger                                                             | [ 43 ]                                                                            |
| 1669                                                        | 3       | 22. november 2020                   | Levi                                | SL 471                              | Petra Vlhová                                                                      | Michelle Gisin                                                                    | Katharina Liensberger                                                             | [ 44 ]                                                                            |
| 1670                                                        | 4       | 26. november 2020                   | Lech/Zürs                           | PVS 002                             | Petra Vlhová                                                                      | Paula Moltzan                                                                     | Lara Gut-Behrami                                                                  | [ 45 ]                                                                            |
|                                                             |         | 5. december 2020                    | St. Moritz                          | SVS cnx                             | odpovedano zaradi sneženja in vetra; prestavljeno v Crans Montano in Val di Fasso | odpovedano zaradi sneženja in vetra; prestavljeno v Crans Montano in Val di Fasso | odpovedano zaradi sneženja in vetra; prestavljeno v Crans Montano in Val di Fasso | odpovedano zaradi sneženja in vetra; prestavljeno v Crans Montano in Val di Fasso |
| 6. december 2020                                            | SVS cnx |                                     | St. Moritz                          |                                     | odpovedano zaradi sneženja in vetra; prestavljeno v Crans Montano in Val di Fasso | odpovedano zaradi sneženja in vetra; prestavljeno v Crans Montano in Val di Fasso | odpovedano zaradi sneženja in vetra; prestavljeno v Crans Montano in Val di Fasso | odpovedano zaradi sneženja in vetra; prestavljeno v Crans Montano in Val di Fasso |
| 1671                                                        | 5       | 12. december 2020                   | Courchevel                          | VS 420                              | Marta Bassino                                                                     | Sara Hector                                                                       | Petra Vlhová                                                                      | [ 46 ]                                                                            |
| 1672                                                        | 6       | 14. december 2020                   | Courchevel                          | VS 421                              | Mikaela Shiffrin                                                                  | Federica Brignone                                                                 | Tessa Worley                                                                      | [ 47 ]                                                                            |
| 1673                                                        | 7       | 18. december 2020                   | Val-d'Isère                         | SM 418                              | Corinne Suter                                                                     | Sofia Goggia                                                                      | Breezy Johnson                                                                    | [ 48 ]                                                                            |
| 1674                                                        | 8       | 19. december 2020                   | Val-d'Isère                         | SM 419                              | Sofia Goggia                                                                      | Corinne Suter                                                                     | Breezy Johnson                                                                    | [ 49 ]                                                                            |
| 1675                                                        | 9       | 20. december 2020                   | Val-d'Isère                         | SVS 239                             | Ester Ledecká                                                                     | Corinne Suter                                                                     | Federica Brignone                                                                 | [ 50 ]                                                                            |
|                                                             |         | 28. december 2020                   | Semmering                           | VS cnx                              | odpovedano zaradi močnega vetra                                                   | odpovedano zaradi močnega vetra                                                   | odpovedano zaradi močnega vetra                                                   | odpovedano zaradi močnega vetra                                                   |
| 1676                                                        | 10      | 29. december 2020                   | Semmering                           | SL 472                              | Michelle Gisin                                                                    | Katharina Liensberger                                                             | Mikaela Shiffrin                                                                  | [ 51 ]                                                                            |
| 1677                                                        | 11      | 3. januar 2021                      | Zagreb                              | SL 473                              | Petra Vlhová                                                                      | Katharina Liensberger                                                             | Michelle Gisin                                                                    | [ 52 ]                                                                            |
| 1678                                                        | 12      | 9. januar 2021                      | St. Anton                           | SM 420                              | Sofia Goggia                                                                      | Tamara Tippler                                                                    | Breezy Johnson                                                                    | [ 53 ]                                                                            |
| 1679                                                        | 13      | 10. januar 2021                     | St. Anton                           | SVS 240                             | Lara Gut-Behrami                                                                  | Marta Bassino                                                                     | Corinne Suter                                                                     | [ 54 ]                                                                            |
| 1680                                                        | 14      | 12. januar 2021                     | Flachau                             | SL 474                              | Mikaela Shiffrin                                                                  | Katharina Liensberger                                                             | Wendy Holdener                                                                    | [ 55 ]                                                                            |
| 1681                                                        | 15      | 16. januar 2021                     | Kranjska Gora                       | VS 422                              | Marta Bassino                                                                     | Tessa Worley                                                                      | Michelle Gisin                                                                    | [ 56 ]                                                                            |
| 1682                                                        | 16      | 17. januar 2021                     | Kranjska Gora                       | VS 423                              | Marta Bassino                                                                     | Michelle Gisin                                                                    | Meta Hrovat                                                                       | [ 57 ]                                                                            |
| 1683                                                        | 17      | 22. januar 2021                     | Crans-Montana                       | SM 421                              | Sofia Goggia                                                                      | Ester Ledecká                                                                     | Breezy Johnson                                                                    | [ 58 ]                                                                            |
| 1684                                                        | 18      | 23. januar 2021                     | Crans-Montana                       | SM 422                              | Sofia Goggia                                                                      | Lara Gut-Behrami                                                                  | Elena Curtoni                                                                     | [ 59 ]                                                                            |
| 1685                                                        | 19      | 24. januar 2021                     | Crans-Montana                       | SVS 241                             | Lara Gut-Behrami                                                                  | Tamara Tippler                                                                    | Federica Brignone                                                                 | [ 60 ]                                                                            |
| 1686                                                        | 20      | 26. januar 2021                     | Kronplatz                           | VS 424                              | Tessa Worley                                                                      | Lara Gut-Behrami                                                                  | Marta Bassino                                                                     | [ 61 ]                                                                            |
| 1687                                                        | 21      | 30. januar 2021                     | Garmisch-Partenkirchen              | SVS 242                             | Lara Gut-Behrami                                                                  | Kajsa Vickhoff Lie                                                                | Marie-Michèle Gagnon                                                              | [ 62 ]                                                                            |
| 1688                                                        | 22      | 1. februar 2021                     | Garmisch-Partenkirchen              | SVS 243                             | Lara Gut-Behrami                                                                  | Petra Vlhová                                                                      | Tamara Tippler                                                                    | [ 63 ]                                                                            |
| Svetovno prvenstvo v alpskem smučanju 2021 (8.–21. februar) |         |                                     |                                     |                                     |                                                                                   |                                                                                   |                                                                                   |                                                                                   |
| 1689                                                        | 23      | 26. februar 2021                    | Val di Fassa                        | SM 423                              | Lara Gut-Behrami                                                                  | Ramona Siebenhofer                                                                | Corinne Suter                                                                     | [ 64 ]                                                                            |
| 1690                                                        | 24      | 27. februar 2021                    | Val di Fassa                        | SM 424                              | Lara Gut-Behrami                                                                  | Corinne Suter                                                                     | Kira Weidle                                                                       | [ 65 ]                                                                            |
| 1691                                                        | 25      | 28. februar 2021                    | Val di Fassa                        | SVS 244                             | Federica Brignone                                                                 | Lara Gut-Behrami                                                                  | Corinne Suter                                                                     | [ 66 ]                                                                            |
| 1692                                                        | 26      | 6. marec 2021                       | Jasná                               | SL 475                              | Mikaela Shiffrin                                                                  | Petra Vlhová                                                                      | Wendy Holdener                                                                    | [ 67 ]                                                                            |
| 1693                                                        | 27      | 7. marec 2021                       | Jasná                               | VS 425                              | Petra Vlhová                                                                      | Alice Robinson                                                                    | Mikaela Shiffrin                                                                  | [ 68 ]                                                                            |
| 1694                                                        | 28      | 12. marec 2021                      | Åre                                 | SL 476                              | Petra Vlhová                                                                      | Katharina Liensberger                                                             | Mikaela Shiffrin                                                                  | [ 69 ]                                                                            |
| 1695                                                        | 29      | 13. marec 2021                      | Åre                                 | SL 477                              | Katharina Liensberger                                                             | Mikaela Shiffrin                                                                  | Wendy Holdener                                                                    | [ 70 ]                                                                            |
|                                                             |         | 17. marec 2021                      | Lenzerheide                         | SM cnx                              | odpovedano zaradi močnega sneženja                                                | odpovedano zaradi močnega sneženja                                                | odpovedano zaradi močnega sneženja                                                | odpovedano zaradi močnega sneženja                                                |
| 18. marec 2021                                              | SVS cnx | odpovedano zaradi megle in sneženja | odpovedano zaradi megle in sneženja | odpovedano zaradi megle in sneženja | odpovedano zaradi megle in sneženja                                               |                                                                                   |                                                                                   |                                                                                   |
| 1696                                                        | 30      | 20. marec 2021                      | Lenzerheide                         | SL 478                              | Katharina Liensberger                                                             | Mikaela Shiffrin                                                                  | Michelle Gisin                                                                    | [ 71 ]                                                                            |
| 1697                                                        | 31      | 21. marec 2021                      | Lenzerheide                         | VS 426                              | Alice Robinson                                                                    | Mikaela Shiffrin                                                                  | Meta Hrovat                                                                       | [ 72 ]                                                                            |

### Razvrstitve
| Uvr. | po 31 tekmah          | Točke |
| ---- | --------------------- | ----- |
|      | Petra Vlhová          | 1416  |
| 2    | Lara Gut-Behrami      | 1256  |
| 3    | Michelle Gisin        | 1130  |
| 4    | Mikaela Shiffrin      | 1075  |
| 5    | Katharina Liensberger | 903   |

| Uvr. | po 7 tekmah      | Točke |
| ---- | ---------------- | ----- |
|      | Sofia Goggia     | 480   |
| 2    | Corinne Suter    | 410   |
| 3    | Lara Gut-Behrami | 383   |
| 4    | Breezy Johnson   | 330   |
| 5    | Kira Weidle      | 265   |

| Uvr. | po 6 tekmah       | Točke |
| ---- | ----------------- | ----- |
|      | Lara Gut-Behrami  | 525   |
| 2    | Federica Brignone | 323   |
| 3    | Corinne Suter     | 310   |
| 4    | Tamara Tippler    | 272   |
| 5    | Ester Ledecká     | 236   |

| Uvr. | po 8 tekmah       | Točke |
| ---- | ----------------- | ----- |
|      | Marta Bassino     | 546   |
| 2    | Mikaela Shiffrin  | 420   |
| 3    | Tessa Worley      | 391   |
| 4    | Michelle Gisin    | 389   |
| 5    | Federica Brignone | 372   |

| Uvr. | po 9 tekmah           | Točke |
| ---- | --------------------- | ----- |
|      | Katharina Liensberger | 690   |
| 2    | Mikaela Shiffrin      | 655   |
| 3    | Petra Vlhová          | 652   |
| 4    | Michelle Gisin        | 491   |
| 5    | Wendy Holdener        | 415   |

| Uvr. | po 1 tekmi       | Točke |
| ---- | ---------------- | ----- |
|      | Petra Vlhová     | 100   |
| 2    | Paula Moltzan    | 80    |
| 3    | Lara Gut-Behrami | 60    |
| 4    | Sara Hector      | 50    |
| 5    | Marta Bassino    | 45    |

## Mešane ekipne tekme
| Št.sk. | Št.sz. | Datum          | Prizorišče  | Št.     | Zmagovalci                                                                                             | Drugi                                                                 | Tretji | Vir    |
| ------ | ------ | -------------- | ----------- | ------- | --- | --------------------------------------------------------------------- | --- | ------ |
| 15     | 1      | 19. marec 2021 | Lenzerheide | PVS 012 | NorveškaSebastian Foss-Solevåg Kristin Lysdahl Leif Kristian Nestvold-Haugen Kristina Riis-Johannessen | NemčijaLena Dürr · Andrea Filser · Alexander Schmid · Linus Straßer · | AvstrijaFranziska Gritsch · Fabio Gstrein · Christian Hirschbühl* · Katharina Huber · Adrian Pertl · Ramona Siebenhofer* · | [ 79 ] |

*nadomestni smučarji

## Pokal narodov
| Uvr. | po 67 tekmah | Točke |
| ---- | ------------ | ----- |
|      | Švica        | 10087 |
| 2    | Avstrija     | 9211  |
| 3    | Italija      | 5735  |
| 4    | Francija     | 4991  |
| 5    | Norveška     | 4591  |

| Uvr. | po 36 tekmah | Točke |
| ---- | ------------ | ----- |
|      | Švica        | 5329  |
| 2    | Avstrija     | 5258  |
| 3    | Francija     | 4141  |
| 4    | Norveška     | 3068  |
| 5    | Italija      | 1936  |

| Uvr. | po 32 tekmah | Točke |
| ---- | ------------ | ----- |
|      | Švica        | 4758  |
| 2    | Avstrija     | 3953  |
| 3    | Italija      | 3799  |
| 4    | ZDA          | 2154  |
| 5    | Norveška     | 1523  |